# Sakigake
La Sakigake (さ き が け, "pionero" o "precursor" en idioma japonés), identificada inicialmente como MS-T5, fue una sonda espacial japonesa lanzada el 7 de enero de 1985 a bordo de un cohete M-3SII-1, desde el Centro Espacial de Uchinoura. Su desarrollo y lanzamiento se llevó a cabo por el Instituto de Ciencia Aeronáutica y Espacial (ISAS), actualmente integrado en la JAXA.
Su objetivo, como el de su sonda gemela, la Suisei, era un encuentro cercano con el cometa Halley, siendo parte del grupo de cinco sondas llamado Armada del Halley que exploró el cometa en su última aproximación. El 11 de marzo de 1986 la sonda llegó a su punto más próximo al cometa, a 7 millones de kilómetros del mismo.
Tras su misión principal, Sakigake observó el plasma del viento solar durante 14 años, hasta el cese de su funcionamiento en 1999.